# Slingsby T.50 Skylark 4
Dimensions
Le Slingsby T.50 Skylark 4 est un planeur de compétition monoplace britannique construit par Slingsby Sailplanes au début des années 1960. Il s'est assez bien vendu et a connu le succès en compétition nationale, mais pas au niveau mondial.

## Développement
Le Slingsby Skylark 4 est l'ultime développement des Skylark. Le premier a été fabriqué 1961 avec une aile similaire à celle du Skylark 3. Environ 30 Skylark 4 volaient encore en 2010. Comme pour son modèle précédent, le T.49 Capstan, Slingsby utilise le plastique renforcé de fibre de verre pour ajouter des formes non développable à l'avant du fuselage en bois issu du Skylark 3. Le pilote est plus allongé et la verrière mieux profilée. Bien que la forme, l'envergure et la surface de l'aile précédente aient été conservées, ses ailerons ont été rallongés pour augmenter la vitesse de roulis et les bouts d'aile reçoivent un profil différent, le NACA 6415, plus porteur, pour offrir une meilleure répartition de la portance.
Le Skylark 4 a une aile haute la corde est constante presque jusqu'au milieu de l'envergure avant deux sections dont la corde diminue seulement au bord de fuite. Les ailerons occupent presque toutes les sections externes. Les aérofreins, sortant à l'intrados et à l'extrados, sont montés sur le longeron principal de la partie centrale. L'aile est en bois, construite autour d'un longeron principal en épicéa et d'un longeron arrière plus léger. L'aile est coffrée en contreplaqué d'okoumé su bord d'attaque au longeron puis entoilée. Les ailerons étaient également coffrés. Le contreplaqué okoumé est posé en diagonale sur les nervures, ce qui permet d'obtenir une surface d'aile très lisse indispensable pour obtenir un flux d'air laminaire. Le résultat est une finesse maximum de 36, comparable à celle des premiers planeurs plastiques.
En arrière du cockpit en fibre de verre le fuselage est un semi-monocoque de section transversale elliptique et construit autour de couples en épicéa coffré en contreplaqué. La section du fuselage ne décroit plus brutalement en arrière du bord de fuite, mais continue droit jusqu’à la queue où le plan fixe de profondeur et ses gouvernes effilées sont montés en position haute, suffisamment en avant pour que la charnière du gouvernail se trouve en arrière des gouvernes de profondeur. Ces surfaces sont coffrées en contreplaqué. La dérive est aussi coffrée en contreplaqué, mais le gouvernail non équilibré est entoilé.
Le train d'atterrissage était conventionnel, avec un patin de nez, une roue fixe et une béquille arrière. La roue principale était munie d'un frein à friction actionné en fin de course des aérofreins.
Le cockpit placé juste devant le bord d'attaque de l'aile et est entouré d'une verrière profilée en plexiglas. Le Skylark 4 est plus long de 80 mm que son prédécesseur.

## Historique opérationnel
Le premier vol du Skylark 4 a eu lieu en février 1961. Slingsby a construit 62 planeurs complets à Kirbymoorside et 3 autres ont été assemblés par Fred Dunn en Nouvelle-Zélande à partir de kits fournis par Slingsby. 19 des 62 planeurs produits par Slingsby ont été exportés.
Les Skylark 4 n'ont pas réussi à atteindre les premières places aux Championnats du monde de vol à voile de 1963 et 1965. En 1963, à Junin, en Argentine, les quatre Skylark 4 de l'équipe britannique sont classés aux 8ème, 9ème, 10ème et 11éme places. Un autre s'est classé 9ème en 1965 à South Cerney, Royaume-Uni. Il a mieux réussi au niveau national. Dick Johnson a décroché la première place du championnat national américain de vol à voile en 1963 et 1964. Un Skylark 4 est arrivé deuxième (derrière un Skylark 3) du British National à Lasham en 1964.